# GALAXY (RIP SLYMEの曲)
「GALAXY」（ギャラクシー）は、RIP SLYMEの9枚目のシングル。2004年7月7日発売。

## 概要
前作「Dandelion」から約4ヶ月ぶりのシングル。
初動売上は前作より上昇したが、オリコンチャート初登場5位となり2001年の「One」から続いていたシングル連続トップ3入りが一旦途切れた。なお、RIP SLYMEのオリコン年間シングルチャートトップ100入りは、現時点で本作が最後となっている。
それまでのメジャーデビュー後のシングルは全てジャケットに何らかの絵が描かれていたが、本作は「GALAXY★」という文字を羅列しただけの、簡素なジャケットになっている。
RIP SLYMEのシングルとしては唯一、収録曲が全てアルバムに収録されている。
初回仕様は、コズミック仕様となっている。

## 収録曲
1. GALAXY
作詞：RYO-Z, ILMARI, PES, SU 作曲：DJ FUMIYA
  - サントリー「新カクテルバー」CMソング。PVにはモデルの菅原沙樹が出演しており、2005年の「MVA BEST VIDEO OF THE YEAR」を受賞した。これは、2003年に「楽園ベイベー」で「MVA BEST YOUR CHOICE」を受賞して以来となる。メンバーが指人形に扮しているが、これは監督の辻川幸一郎のアイディアである[1]。
2. STRANGE
作詞：ILMARI, PES, SU 作曲：DJ FUMIYA
3. Super Shooter
作詞・作曲：RIP SLYME
  - フジテレビ系アニメ『GANTZ』オープニングテーマ。RIP SLYMEのアニメタイアップは現時点でこの曲のみである。
  - タイアップがついているが、オリジナルアルバムには未収録。だがのちにベストアルバム『GOOD TIMES』に収録されており、ライブでも多く披露されている。RIP SLYMEがグループとして最後にライブ活動を行った2017年の夏フェスでは全公演1曲目で披露された。

## 収録アルバム
- 『MASTERPIECE』（#1、#2）
  - #2は、RYO-Zのパートを追加したアルバムバージョン。
- 『グッジョブ!CHRISTMAS EDITION』（#3）
- 『GOOD TIMES』（#1、#3）